# Хайнрих III (Бавария)
Вижте пояснителната страница за други личности с името Хайнрих III.
Хайнрих III наричан и Млади (на немски: Heinrich III. von Bayern; на латински: Heinricus Karentinorum dux, * 940; † 5 октомври 989) от род Луитполдинги, е от 976 до 978 г. първият херцог на Каринтия и маркграф на Верона от 976 до 978 г. и отново от 983 до 989 г. и от 983 до 985 г. херцог на Младото племенно Херцогство Бавария.

## Биография
Син е на Бертхолд (херцог на Бавария, 938 – 947) и баварската благородничка Билтруда. Внук е на маркграф Луитполд, основателят на династията на Луитполдингите и на Кунигунда Швабска.
След смъртта на баща му през 947 г. Хайнрих III е още малолетен и не става херцог на Бавария, а Хайнрих I, братът на император Ото I Велики, който е женен за Юдит Баварска, дъщеря на баварския херцог Арнулф I Лошия, който е брат на баща му Бертхолд, а след него синът му Хайнрих II (985 – 995), който отделя Карантания през 976 г. от Бавария и я прави херцогство. Хайнрих III обаче наследява бащината му собственост в Бавария и Каринтия. Майка му, Билетруд, загубва по-късно нейната вдовишка собственост, вероятно понеже е свързана с въстанието на Луитполдингите през 953 – 955 г. против Отоните.
През 976 г. император Ото II дава на Хайнрих III Млади херцогство Каринтия и Веронската марка, които той изгубва още през 978 г. Вероятно той се е включил през 977 г. в бунта на баварския херцог Хайнрих II (Война на тримата Хайнриховци, 977 – 978) и затова през 978 г. е осъден и трябва да отиде в изгнание на неизвестно място (вероятно в затвор в Ингелхайм). Хайнрих II e победен и през март 978 поставен пред княжески съд в Магдебург, където е осъден на изгнание и загуба на неговото Херцогство Каринтия, което получава граф Ото от Вормс († 4 ноември 1004), внук на император Ото I и син на Конрад Червения.
След загубата на битката при Капо Колоне или Стило в Калабрия против сарацините на 13 юли 982 г., Ото II има нужда от подкрепата на баварските князе и извиква Хайнрих III обратно от изгнанието. На събранието във Верона през май 983 г. Ото II дава на Хайнрих III Млади, като последен от Луитполдингите, Баварското херцогство, към което сега са включени Херцогство Каринтия и италианските Фриулски марки, след като франкския Ото е накаран да се откаже от службата си. Следващата година Хайнрих III защитава собствеността си от нападащия го Хайнрих II.
След като императриците Теофану и Аделхайд се сдобряват отново през 985 г., след конфликтите за последничеството на Ото II с Хайнрих II (der Zänker) и му дават старото му Херцогство Бавария, Хайнрих III запазва Херцогство Каринтия с марките. С неговата смърт на 5 октомври 989 г. вероятно във Франкфурт, спира доказуемата мъжка линия на Луитполдингите. Той е погребан в Нидералтсайх. От брака му с една Хилдегард изглежда не се родил син. Каринтия и марките след неговата смърт се дават обратно на Хайнрих II от Бавария.
При съвременниците му Хайнрих III се появява също с галеното име Хецило.